# Scottish Premier Division 1981/82
Die Scottish Football League Premier Division wurde 1981/82 zum siebten Mal ausgetragen. Es war zudem die 85. Austragung einer höchsten Fußball-Spielklasse innerhalb der Scottish Football League, in der der Schottische Meister ermittelt wurde. In der Saison 1981/82 traten 10 Vereine in insgesamt 36 Spieltagen gegeneinander an. Jedes Team spielte jeweils zweimal zu Hause und auswärts gegen jedes andere Team. Es galt die 2-Punkte-Regel. Bei Punktgleichheit zählte die Tordifferenz.
Die Meisterschaft gewann zum insgesamt 33. Mal in der Vereinsgeschichte Celtic Glasgow. Celtic qualifizierte sich damit als Meister für die folgende Europapokal der Landesmeister Saison-1982/83. Der Dritt- und Viertplatzierte, die Glasgow Rangers und Dundee United qualifizierten sich für den UEFA-Pokal. Als Pokalsieger qualifizierte sich der FC Aberdeen für den Europapokal der Pokalsieger. In diesem europäischen Wettbewerb gewannen die Dons aus der Hafenstadt Aberdeen, das Finale mit 2:1 nach Verlängerung gegen Real Madrid.
Als dritter schottischer Club nach Celtic (1967) und den Rangers (1972) gewann Aberdeen einen Europapokal. Partick Thistle und der Airdrieonians FC stiegen am Saisonende in die First Division ab. Mit 21 Treffern wurde George McCluskey von Celtic Glasgow Torschützenkönig.

## Vereine
| Verein              | Stadt     | Stadion           |
| ------------------- | --------- | ----------------- |
| Airdrieonians FC    | Airdrie   | Broomfield Park   |
| Celtic Glasgow      | Glasgow   | Celtic Park       |
| FC Aberdeen         | Aberdeen  | Pittodrie Stadium |
| FC Dundee           | Dundee    | Dens Park         |
| FC St. Mirren       | Paisley   | Love Street       |
| Dundee United       | Dundee    | Tannadice Park    |
| Glasgow Rangers     | Glasgow   | Ibrox Park        |
| Greenock Morton     | Greenock  | Cappielow Park    |
| Hibernian Edinburgh | Edinburgh | Easter Road       |
| Partick Thistle     | Glasgow   | Firhill Stadium   |

## Statistik

### Abschlusstabelle
| Pl. | Verein                  | Sp. | S  | U  | N  | Tore    | Diff. | Punkte |
| --- | ----------------------- | --- | -- | -- | -- | ------- | ----- | ------ |
| 1.  | Celtic Glasgow (M)      | 36  | 24 | 7  | 5  | 079:330 | +46   | 55:17  |
| 2.  | FC Aberdeen             | 36  | 23 | 7  | 6  | 071:290 | +42   | 53:19  |
| 3.  | Glasgow Rangers (P)     | 36  | 16 | 11 | 9  | 057:450 | +12   | 43:29  |
| 4.  | Dundee United (L)       | 36  | 15 | 10 | 11 | 061:380 | +23   | 40:32  |
| 5.  | FC St. Mirren           | 36  | 14 | 9  | 13 | 049:520 | −3    | 37:35  |
| 6.  | Hibernian Edinburgh (N) | 36  | 11 | 14 | 11 | 038:400 | −2    | 36:36  |
| 7.  | Greenock Morton         | 36  | 9  | 12 | 15 | 031:540 | −23   | 30:42  |
| 8.  | FC Dundee (N)           | 36  | 11 | 4  | 21 | 046:720 | −26   | 26:46  |
| 9.  | Partick Thistle         | 36  | 6  | 10 | 20 | 035:590 | −24   | 22:50  |
| 10. | Airdrieonians FC        | 36  | 5  | 8  | 23 | 031:760 | −45   | 18:54  |

Platzierungskriterien: 1. Punkte – 2. Tordifferenz – 3. geschossene Tore

| Saison 1981/82 |

| Zum Saisonende 1980/81 |                                   |
| (M)                    | Meister des Vorjahres             |
| (P)                    | Pokalsieger des Vorjahres         |
| (L)                    | Ligapokalsieger des Vorjahres     |
| (N)                    | Aufsteiger aus der First Division |

## Die Meistermannschaft von Celtic Glasgow
(Berücksichtigt wurden alle Spieler die im Kader für die Saison 1981/82 standen.)
| 1. | Celtic Glasgow |
|    | - Tor: Pat Bonner, Peter Latchford - Abwehr: Willie Garner, Tom McAdam, Danny McGrain, Willie McStay, David Moyes, Mark Reid - Mittelfeld: Roy Aitken, Tommy Burns, Mike Conroy, John Halpin, Murdo MacLeod, Paul McStay, David Provan, Dom Sullivan - Angriff: Paul Chalmers, Danny Crainie, George McCluskey, Frank McGarvey, Charlie Nicholas - Trainer: Billy McNeill |